# رقم الدفعة

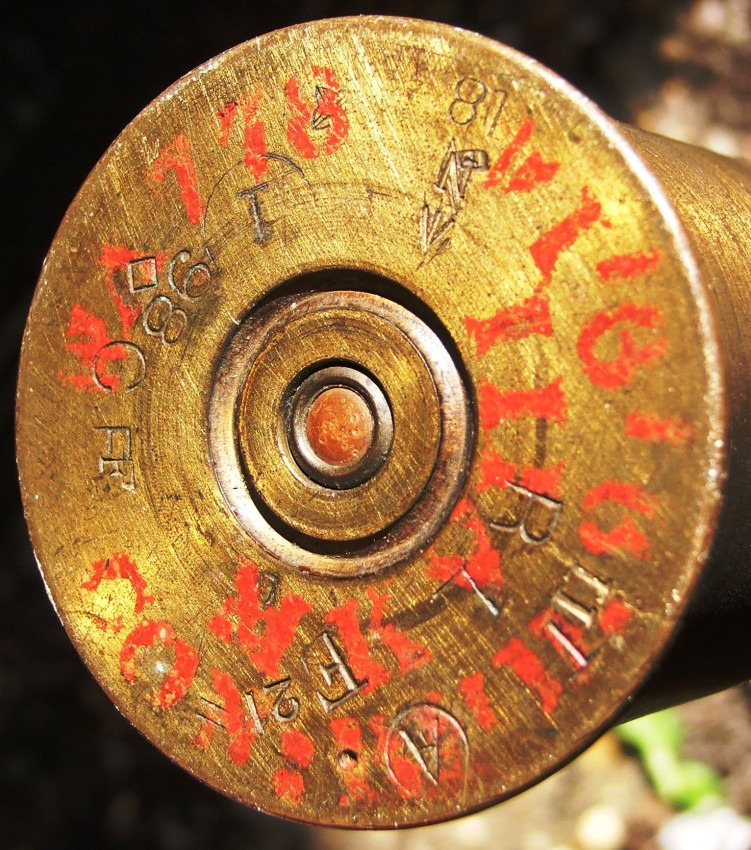
رقم الدفعة مختوم على قذيفة بندقية.

رقم الدفعة هو رقم تعريف مخصص لكمية معينة أو الكثير من المواد من جهة تصنيع واحدة. يمكن العثور على أرقام الدُفعة عادةً خارج العبوة. بالنسبة للسيارات، يتم دمج عدد الكثير مع الرقم التسلسلي لتكوين رقم تعريف السيارة.
يتيح رقم الدفعة تتبع الأجزاء أو المكونات بالإضافة إلى سجلات العمل والمعدات المشاركة في تصنيع المنتج. وهذا يتيح للشركات المصنعة والكيانات الأخرى إجراء فحوصات مراقبة الجودة، وحساب تواريخ انتهاء الصلاحية، وإصدار التصحيحات أو استدعاء المعلومات إلى مجموعات فرعية من إنتاجها. كما أنه يعطي المستهلكين معرفًا يمكنهم استخدامه في الاتصال بالشركة المصنعة والبحث في إنتاج السلع المستلمة.
يتم إنشاء بعض أرقام الدفعات باستخدام طوابع التاريخ والوقت للمساعدة في تحديد دفعة معينة.